# Larry Rohter
Larry Rohter (Oak Park, Illinois, 3 de fevereiro de 1950) é um jornalista dos Estados Unidos. Foi correspondente do jornal The New York Times no Brasil. Previamente foi correspondente do The Times para o Caribe e América Latina.
Em 2004, o NYT foi ameaçado de ser acionado na justiça por publicar uma reportagem do jornalista, afirmando que o presidente Luiz Inácio Lula da Silva bebia demais.
Em 2008, lançou o livro Deu no New York Times pela editora Objetiva.
Em 2010, lançou o livro Brazil on the Rise: The Story of a Country Transformed pela Palgrave Macmillan.
Em 2019, lançou o livro Rondon: Uma Biografia.